# Said Al Zebda
Said Al Zebda (Gaza, 1980 - Gaza, 31 de diciembre de 2023) fue un ingeniero eléctrico y académico palestino. Fue presidente de la Escuela Universitaria de Ciencias Aplicadas hasta su muerte en un ataque aéreo israelí en 2023.

## Biografía
Nacido en el barrio de Zeitún en la ciudad de Gaza (Palestina), Said Anwar Al Zebda estudió ingeniería de telecomunicaciones en la Universidad Islámica de Gaza, luego obtuvo una maestría y un doctorado en comunicaciones electrónicas e ingeniería informática en la Universidad de Nottingham en el Reino Unido.
Después de completar sus estudios, comenzó a trabajar en la Escuela Universitaria de Ciencias Aplicadas (UCAS) de Gaza donde fue designado jefe de los programas de desarrollo, luego jefe de la Incubadora de Tecnología Yukas y luego asistente del presidente de la universidad para asuntos de desarrollo, antes de que el consejo de administración de la universidad anunciara su nombramiento como nuevo presidente de la Escuela Universitaria de Ciencias Aplicadas, sucediendo a Rifat Naim Rustam.

### Muerte
El 31 de diciembre de 2023, las fuerzas israelíes lanzaron un ataque aéreo contra el barrio de Zeitún en la ciudad de Gaza, bombardeando varios edificios y viviendas, incluida la casa de Said Al Zebda, quien murió junto con su esposa e hijos en el ataque israelí.
No fue el único académico palestino asesinado por las fuerzas israelíes durante la guerra de Gaza, Sufyan Tayeh, rector de la Universidad Islámica de Gaza, murió junto con toda su familia en un ataque del ejército israelí en la zona de Faluja, en la ciudad de Jabaliya, al norte de la Franja de Gaza.